# Среднемалопольские говоры

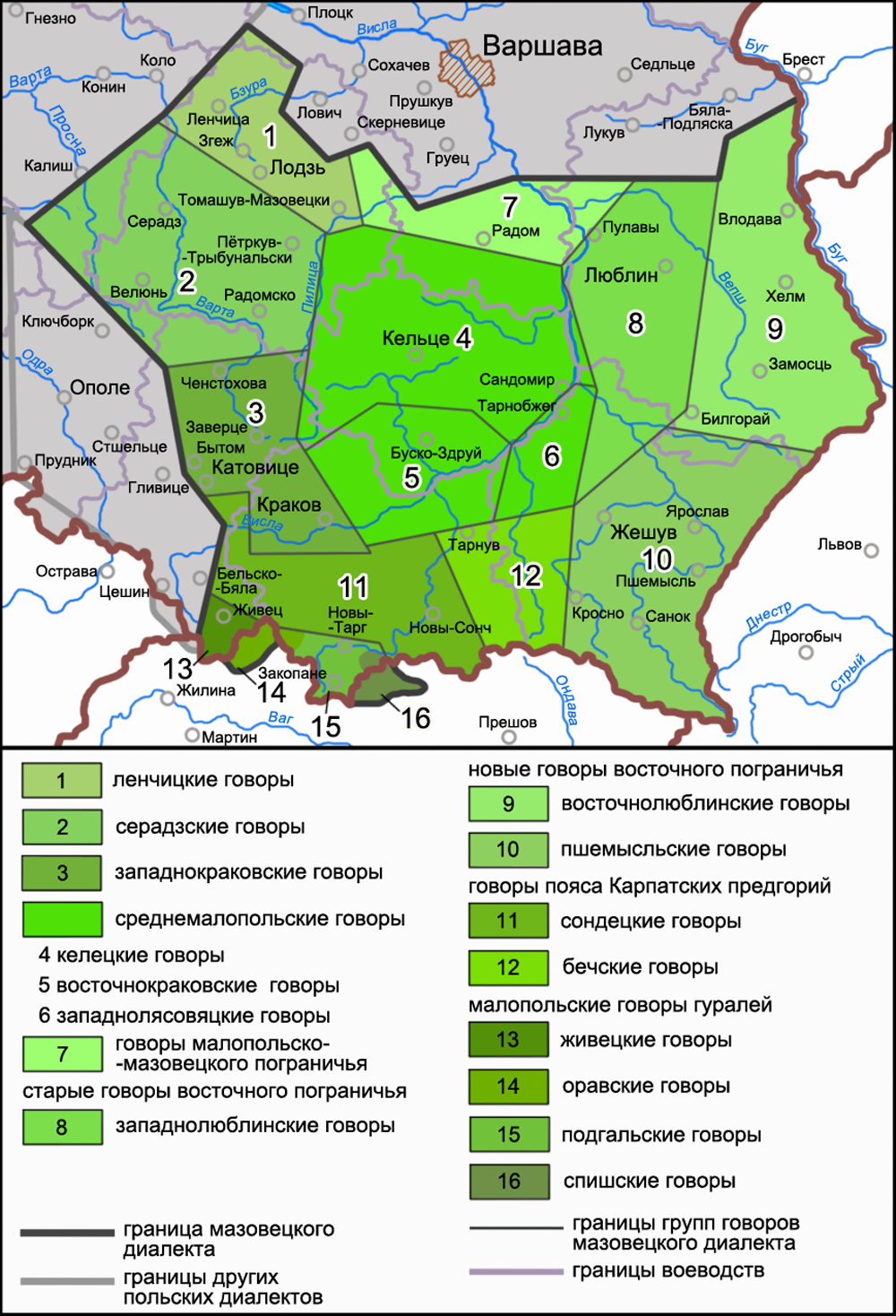
Ареал среднемалопольских говоров на карте малопольского диалекта (созданной на основе карты С. Урбанчика)

Среднемалопо́льские го́воры (также центральномалопольские говоры, средне-северные малопольские говоры, говоры Средне-северной Малопольши, говоры Средней Малопольши, среднемалопольский диалект; пол. gwary środkowomałopolskie, gwary środkowo-północnomałopolskie, gwary Małopolski środkowo-północnej, gwary Małopolski środkowej, dialekt środkowomałopolski) — группа говоров малопольского диалекта, ареал которой размещён в Свентокшиском воеводстве и в ряде соседних с ним районах — на севере Малопольского воеводства, на юго-востоке Лодзинского воеводства, на юге Мазовецкого воеводства и на северо-западе Подкарпатского воеводства Польши. Объединяет келецкие (келецко-сандомирские, свентокшиские), лясовяцкие и, представляющие собой переходный диалектный ареал, восточнокраковские говоры.
Для среднемалопольских говоров характерно наличие таких основных признаков малопольского диалекта, как озвончающий тип межсловной фонетики (сандхи) и мазурение. Отличием среднемалопольского диалектного региона от остальных малопольских говоров является отсутствие в системе вокализма носовых гласных (с разной степенью последовательности и реализации в позициях по говорам).

## Классификация
Диалектный ареал Средней Малопольши выделяют такие известные польские диалектологи как К. Нич, С. Урбанчик и Э. Павловский. Согласно классификации диалектов польского языка К. Нича, опубликованной в 1960 году во втором издании книги Wybor polskich tekstów gwarowych, ареал среднемалопольских говоров («средне-северных малопольских» — в терминологии автора) включает окрестности городов Мехув, Мелец, Сандомир и Кельце. В этом ареале К. Нич выделил группы келецко-меховских и сандомирских говоров, а также лясовяцкие говоры, сложившиеся в результате мазовецкой колонизации лесных районов в месте впадения Сана в Вислу. В классификации С. Урбанчика говоры Средней Малопольши так же, как и у К. Нича, включают келецкие, сандомирские и лясовяцкие говоры. Э. Павловский схожим образом выделил в составе среднемалопольских говоров («среднемалопольского диалекта» — в терминологии автора) группу келецко-меховских говоров, группу сандомирских говоров и лясовяцкие говоры. Кроме этого, в среднемалопольском регионе описывают восточнокраковские говоры субэтнической группы восточных краковяцей. Данные говоры размещены в юго-западной части среднемалопольского ареала. О наличии меховских и восточнокраковских говоров в составе келецко-меховской группы упоминал в своих работах, в частности, К. Нич. Восточнокраковские говоры не выделяются как самостоятельная диалектная единица, поскольку не характеризуются собственными, только им присущими языковыми чертами.

## Характеристика
Среднемалопольские говоры характеризуются следующими диалектными чертами:
- наличие мазурения: syja, zyto, scotka, copka, cysty, drozdze;
- озвончающий тип межсловной фонетики (сандхи), при котором происходит озвончение конечных глухих согласных и сохранение звонкости конечных звонких согласных на стыке слов перед последующими начальными сонорными согласными r, l, ł, m, m’, n, ń или любыми гласными: kosz malin — [koż‿malin] «корзинка малины», grzyb ogromny — [grzyb‿ogromny] «огромный гриб»;
- частичный переход -k > -ch на конце слов: niek, ik, dwók;
- отсутствие на большей части территории произношения континуантов ę и ą как носовых гласных: gesi литер. gęsi «гуси», zob литер. ząb «зуб», bede, rzucajo, ksiożka;
- метатеза согласных в группах śr-, źr-: rsioda, rsiedni, rzódło, rziebie.